# Taipé Chinês na Universíada de Verão de 2021
O Taipé Chinês participou da Universíada de Verão de 2021, que aconteceu em Chengdu, na China, entre 28 de julho e 8 de agosto de 2023.
Foram 209 atletas — 104 masculinos e 105 femininos — em 15 modalidades olímpicas e uma não olímpica — o wushu.

## Competidores
Estas foram as modalidades e atletas que disputaram a edição:
| Esporte             | Masculino | Feminino | Total |
| ------------------- | --------- | -------- | ----- |
| Atletismo           | 17        | 11       | 28    |
| Badminton           | 6         | 6        | 12    |
| Basquetebol         | 12        | 12       | 24    |
| Esgrima             | 4         | 0        | 4     |
| Ginástica artística | 5         | 5        | 10    |
| Ginástica rítmica   | 0         | 5        | 5     |
| Judo                | 3         | 7        | 10    |
| Natação             | 6         | 7        | 13    |
| Remo                | 3         | 3        | 6     |
| Taekwondo           | 13        | 13       | 26    |
| Tênis               | 4         | 4        | 8     |
| Tênis de mesa       | 5         | 5        | 10    |
| Tiro                | 4         | 6        | 10    |
| Tiro com arco       | 6         | 6        | 12    |
| Voleibol            | 11        | 12       | 23    |
| Wushu               | 5         | 3        | 8     |
| Total               | 104       | 105      | 209   |

## Medalhas

### Por modalidade
Estas foram as medalhas por modalidade nesta edição:
| Esporte             | Medalha de ouro | Medalha de prata | Medalha de bronze | Total de medalhas |
| ------------------- | --------------- | ---------------- | ----------------- | ----------------- |
| Tênis               | 5               | 1                | 1                 | 7                 |
| Badminton           | 2               | 1                | 2                 | 5                 |
| Atletismo           | 1               | 2                | 2                 | 5                 |
| Wushu               | 1               | 1                | 2                 | 4                 |
| Ginástica artística | 1               | 1                | 1                 | 3                 |
| Taekwondo           | 0               | 6                | 4                 | 10                |
| Natação             | 0               | 2                | 0                 | 2                 |
| Tiro com arco       | 0               | 1                | 3                 | 4                 |
| Tênis de mesa       | 0               | 1                | 2                 | 3                 |
| Judô                | 0               | 1                | 0                 | 1                 |
| Ginástica rítmica   | 0               | 0                | 1                 | 1                 |
| Tiro                | 0               | 0                | 1                 | 1                 |
| Total               | 10              | 17               | 19                | 46                |